# Великий Талсай
Великий Талса́й (каз. Үлкен Талас) — село у складі району імені Габіта Мусрепова Північноказахстанської області Казахстану. Входить до складу Шоптикольського сільського округу, раніше входило до складу Жаркольської сільської ради.
Населення — 16 осіб (2021; 18 у 2009, 73 у 1999, 203 у 1989).
Національний склад станом на 1989 рік:
- казахи — 100 %.